# 京町 (津山市)
京町（きょうまち）は岡山県津山市にある地名。郵便番号は708-0062。

## 地理
岡山県道394号大篠津山停車場線（鶴山通り）の東西にまたがって広がる。津山市誕生時に市役所が置かれた地域である。

## 歴史
元は東京町。対となる西京町が1658年-1661年の間に二階町へと改称に伴い、1661年-1673年の間に単なる京町と改称。

### 沿革
- 1889年6月1日 - 町村制施行により、津山城下町の京町他、宮川以西の町が合併して西北条郡津山町となる。
- 1900年4月1日 - 津山町が東南条郡津山東町を編入するとともに、西北条郡が西西条郡、東南条郡、東北条郡と合併し、苫田郡津山町となる。
- 1923年4月1日 - 苫田郡林田村が町制・改称、津山東町となる。
- 1929年2月11日 - 津山町が周辺の町村と合併し、市制施行し、津山市となる。津山市京町41番地に市役所が置かれる[4]。
- 1934年2月11日 - 津山市役所の位置が津山市山下92番地に変更される[4]。
- 1982年8月2日 - 津山市役所の位置が津山市山北520番地に変更される[4]。

## 世帯数と人口
2021年（令和3年）1月1日現在の世帯数と人口は以下の通りである。
| 町丁 | 世帯数 | 人口 |
| ---- | ------ | ---- |
| 京町 | 48世帯 | 96人 |

## 小・中学校の学区
市立小・中学校に通う場合、学区は以下の通りとなる。
| 番地 | 小学校           | 中学校             |
| ---- | ---------------- | ------------------ |
| 全域 | 津山市立東小学校 | 津山市立北陵中学校 |

## 交通

### 道路
- 岡山県道394号大篠津山停車場線（一部が鶴山通り。当地域ではすべてが鶴山通りに当たる）

## 施設
- 日産証券津山支店
- 特定非営利活動法人つやまコミュニティFMスタジオ・演奏所
- つぼ八津山京町店